# Гай Валерий Катулл
Гай Вале́рий Кату́лл (лат. Gaius Valerius Catullus, очень часто просто — Катулл; родился около 87 или 84 года до н. э., Верона, Цизальпийская Галлия, Римская республика — умер около 54 года до н. э., Рим, Римская республика) — один из наиболее известных поэтов древнего Рима и главный представитель римской поэзии в эпоху Цицерона и Цезаря. Сохранился текст сборника «Книга Катулла Веронского», составленного после смерти автора.

## Биография
Точных сведений о биографии Гая Катулла сохранилось мало. Он родился в Вероне (Цизальпинская Галлия), вероятно, около 87 года до н. э. (667 год от основания Рима), в консульство Луция Корнелия Цинны. Отец его, по-видимому, принадлежал к сословию всадников и являлся преуспевающим землевладельцем в Северной Италии; известно, что в доме его гостил сам Юлий Цезарь. В поисках карьеры Гай переселился в Рим, где окунулся в легкомысленную жизнь молодёжи.
В Риме он стал во главе кружка молодых поэтов-неотериков, который был связан узами тесного товарищества (ius sodalicii), и отличался особенно в ямбах, в едкой эпиграмме и в вольных стихотворениях любовного характера. Между друзьями поэта, которым он посвятил немало стихотворений, особенно близок к нему был Гай Лициний Кальв и Гай Гельвий Цинна. В Риме развернулась его любовная история с женщиной, воспетой им в стихах под псевдонимом Лесбия.
Из произведений Катулла видно, что он был в литературных связях и с главными представителями господствовавшей тогда прозаической литературы — с Цицероном, оратором Гортензием, Корнелием Непотом и другими, пылая, вместе с Кальвом, непримиримой ненавистью к Юлию Цезарю и бросая в него и в его друзей самые язвительные ямбы и едкие эпиграммы (57, 93, 29), к которым Цезарь, по словам Светония, не оставался нечувствительным.
Отец Катулла владел виллой в веронской области, на Сирмионском полуострове, который вдавался от южного берега в lacus Benacus (ныне озеро Гарда) и который воспет Катуллом как прекраснейший из всех полуостровов (№ 31); кроме того, была у него вилла близ Тибура (№ 44). Тем не менее, он, видимо, был не очень богат.
В 57 году до н. э. он сопровождал в Вифинию пропретора Гая Меммия (№ 28 и 10), поэта-любителя, которому Тит Лукреций Кар посвятил поэму «О природе вещей». На обратном пути Катулл посетил могилу погребённого близ Трои брата (№ 101), потерю которого он оплакивал самым искренним и поистине трогательным образом (№ 65, 68). Проведя в Азии примерно два года, он возвращается морем домой, приезжает к озеру Бенака и возвращается в свою родную виллу, располагавшуюся в Сирмии. Оттуда, после свидания с отцом, он возвращается в Рим.
Умер Катулл очень рано, в возрасте около 30 или 33 лет. Год смерти его в точности неизвестен, называют 54 или же 47-й до н. э. (707 год от основания Рима). Св. Иероним пишет, что Катулл родился в 87 году до н. э. и умер в Риме в возрасте 30 лет, однако, поскольку ряд стихотворений написан после 57 до н. э., Иероним ошибается либо относительно даты рождения Катулла, либо относительно его возраста на момент смерти. Наиболее поздние из упоминающихся в его лирике событий относятся к 55—54 годам до н. э.

## Творчество

### «Книга Катулла Веронского»
В Средневековье произведения Катулла были утеряны. Единственный его сборник был вновь найден в XIII веке в единственном экземпляре в его родном городе Вероне. Рукопись была утрачена, но с неё были сделаны две копии, от которых происходят многочисленные изводы XV века.
Этот сборник включает 116 стихотворений, разных по размеру и количеству строк (от 2 до 480). Точнее, Веронский сборник содержит 113 стихотворений с нумерацией 1-17 и 21-116, так как № 18, 19 и 20 были вставлены одним из издателей, а авторство Катулла сомнительно, и поэтому в современных изданиях исключаются, но нумерация осталась.
Стихотворения размещены, в соответствии с античным принципом «пестроты» (poikilia), без какого-либо хронологического или тематического порядка, а только по формальным признакам: вначале короткие стихотворения, написанные разными лирическими размерами (1 — 60), потом большие произведения (61 — 68), а за ними — короткие стихотворения, написанные элегическим дистихом (69 — 116). О связи между разными стихотворениями, о последовательности их написания и т. п. можно только догадываться.
По содержанию их можно разделить на две группы:
- стихотворения ямбические и полемические (политические эпиграммы и насмешки);
- лирические стихотворения:
  - элегического и повествовательного содержания, написанные по греческим образцам, как, например, в подражание Каллимаху элегия о волосах Береники (№ 66), свадебные песни (№ 61, 62) и эпиталама Пелея и Фетиды (№ 64);
  - собственно личные лирические стихи.

В начале XIX века этот сборник в России фигурировал под названием «Безделки», по эпитету «nugae», который прилагает поэт к ней в посвящении. (Отсюда литературная игра в названиях сборников Николая Карамзина и Ивана Дмитриева: «Мои безделки» и «И мои безделки»).

### Основные темы творчества Катулла
Традиционно как особый цикл в стихотворениях Катулла выделяются любовные стихотворения, в которых главную роль играет отношение поэта к Лесбии (её подлинное имя, по Овидию и Апулею, было Клодия). Посвящённые ей стихотворения, разбросанные по сборнику вне хронологического порядка (3, 5, 7 и особенно 51, написанное в подражание Сапфо), стоят у истоков понятия романтической любви в европейской культуре (по М. Л. Гаспарову). Увлечение поэта сменяется горем и затем омерзением, которое внушила ему любимая женщина изменой и низким падением (72, 76, 58 и др.).
Несколько любовных стихотворений, имеющих параллели со стихами к Лесбии, посвящены юноше Ювенцию (см. Стихи Катулла к Ювенцию).
Другую значительную группу стихотворений составляют стихотворения к друзьям и знакомым: к Кальву, Цинне, Веранию, Фабуллу, Альфену Вару, Цецилию, Корнифицию, Корнелию Непоту, которому и посвящён весь сборник, Цицерону, Азинию Поллиону, Манлию Торквату, грамматику Катону, Гортензию и др. Содержание этих стихотворений так же различно, как и поводы, которыми они вызывались.
Огромная часть книги стихов Катулла — ругательные послания, где автор изощряется в потоках далеко не всегда мотивированной свирепой брани по адресу врагов или друзей. Но даже в бранных стихотворениях Катулла есть и серьёзная составляющая, например, начинающееся шутливым непристойным ругательством послание «Pedicabo ego vos et irrumabo» к друзьям Фурию и Аврелию перерастает в важнейшее программное стихотворение, где автор высказывает принципиальные для него мысли о соотношении авторского образа и личности писателя.
Часть стихотворений Катулла — краткие дружеские послания в несколько стихов, сообщающие какой-либо интересный факт, имеющий значение для истории римской литературы. Рядом с ними идут ямбы и эпиграммы против врагов: Юлия Цезаря (93), его любимца Мамурры (29), против их обоих вместе (57), против Мамурры под ругательной кличкой Mentula — «Член» (94, 105, 114, 115), против любовницы Мамурры (41, 43) и др. Он питал отвращение к Цезарю, которого резко порицает и обвиняет во всех пороках, даже в позорных отношениях к Мамурре, которому за то Цезарь подарил сокровища всех ограбленных провинций, и это отвращение проистекало, как кажется, не из политических убеждений, а из личной ненависти к Мамурре.
Есть ещё несколько стихотворений, вызванных путешествием Катулла, в свите пропретора Меммия, в Вифинию. Посещение им там могилы умершего брата подало повод к двум стихотворениям, дышащим особенной теплотой родственного чувства (65 и 68).
Наконец, Катулл пробовал свой лирический талант и в возвышенных одах, каков гимн Диане (34), в торжественных свадебных песнях (61 и 62), в изображении сильных трагических аффектов, какова его песнь об Аттисе, написанная галлиямбом (63). Пробовал он писать и элегии в александрийском вкусе (68 и 66), из которых одна, о волосах Береники, представляет прямо перевод элегии Каллимаха. Есть у него одно стихотворение (64) и в эпическом роде (повествование о свадьбе Пелея и Фетиды), также вызванное подражанием александрийской поэзии.

### Характеристика стиля
Обладал необыкновенным поэтическим талантом, особенно для выражения лирического чувства, и может быть назван истинным основателем художественной лирики в Риме. Он первый применил разнообразную гармонию греческих лирических размеров к латинскому языку, хотя и не дошёл в этом отношении до силы и классической законченности, какие проявил Гораций.
Он — яркий представитель нового сниженного реалистического стиля. Об этом свидетельствует тематика его произведений, размер стихотворений (чаще всего греческий одиннадцатисложник, близкий к разговорной речи), лексика, воспроизводящая живой городской жаргон.
К этому нельзя не прибавить и того, что Катулл в высокой степени владел лирическими формами; он первый с успехом воспользовался греческим стихотворным размером. Язык его прост и естествен; но в некоторых отдельных формах и выражениях иногда напоминает старину.

### Влияние
Если значение Катулла в римской литературе уступает значению главных представителей поэзии века Октавиана Августа, то это объясняется господствовавшим в его время александрийским направлением, которое, пренебрегая искренностью чувства и естественностью выражения, больше всего ценило пикантность содержания, трудности версификации и щегольство мифологической учёностью. Следуя моде, Катулл истощал свои силы в шаловливых стихотворениях эпиграмматического характера, в подражании учёной александрийской элегии и любимому у александрийских поэтов мифологическому рассказу. Только там, где в поэте говорило живое, неподдельное чувство — как в стихотворениях, предметом которых была любовь к Лесбии или смерть его брата на чужбине, — Катулл обнаруживает настоящую силу своего поэтического таланта и даёт понять, чего можно было бы ждать от него, если б он не был увлечён на ложную дорогу модным направлением.
Против этого направления вёл систематическую борьбу выступивший на сцену вскоре после смерти Катулла Гораций, что и было отчасти причиной, почему высокий талант Катулла не нашёл себе настоящего признания в классический век римской поэзии. Другой причиной недостатка внимания к Катуллу в веке Августа было резко республиканское направление его стихотворений; наконец, упрочению его значения в ближайшем поколении помешало и скопление блестящих поэтических дарований в Августово время, которые, естественно, отодвинули на задний план своих предшественников.
Но в конце I в. нашей эры значение Катулла видимо возрастает. Марциал, один из крупнейших представителей римской лирики, изучает Катулла внимательнейшим образом; Квинтилиан указывает на едкость его ямбов, а в II в. Геллий называет его уже «изящнейшим из поэтов» (elegantissimus poetarum).
«Катулл обрёл популярность ещё при жизни. Поэты следующего поколения, Овидий и Проперций, называют его своим учителем в жанре любовной поэзии; Вергилий прилежно изучал Катулла; и даже Гораций, отнюдь не симпатизировавший неотерикам, подражал некоторым его произведениям. Из позднейших поэтов Катуллом, похоже, интересовался один лишь Марциал. Поскольку Катулла, в отличие от Вергилия и Горация, не включили в круг авторов, изучаемых в школе, в эпоху империи его читали все меньше и меньше, так что его имя упоминается лишь Плинием Старшим, Квинтилианом, Авлом Геллием и немногими другими. На протяжении почти всего Средневековья Катулл пребывал в забвении, разве что эпиталамий (62) был включён в антологию, сохранившуюся в рукописи VIII—IX вв., а веронский епископ Ратер писал в 965 году, что „читает прежде не известного ему Катулла“».

## В искусстве
- Торнтон Уайлдер: «Мартовские иды». Одна из сюжетных линий романа — сложные отношения между Цезарем и Катуллом; в конце концов диктатор сидит у постели умирающего поэта. Автор предполагает тождество Лесбии с Клодией и сдвигает время несчастливой любви и смерти Катулла на 10 лет вперёд, в последний год жизни Цезаря.
- William George Hardy: Stadt der großen Gier. dt. Schneekluth, München 1960
- Joan O’Hagan: A Roman Death. Macmillan, London 1988
- John Maddox Roberts: Die Catilina-Verschwörung: ein Krimi aus dem alten Rom. dt. Goldmann Verlag, München1993
- Helen Dunmore: Counting the Stars. Fig Tree, London 2008
- Cornelius Hartz: Excrucior. Verlag Philipp von Zabern, Mainz 2008
- «Катулл и Лесбия» — стихотворение Геннадия Алексеева.
- Катулл и Лесбия — персонажи кантаты Карла Орфа «Catulli Carmina[англ.]», где рассказывается по-своему реконструированная композитором история их любви[8].

## Тексты и переводы
- Латинские тексты. Дата обращения: 22 февраля 2009. Архивировано 28 ноября 2012 года.
- В серии «Loeb classical library» стихи изданы под № 6.
- В серии «Collection Budé»: Catulle. Poésies. Texte établi et traduit par G. Lafaye. 1923. 12e tirage revu et corrigé par S. Viarre 1992. 13e tirage 2002. XXXVIII, 226 p.

Полные русские переводы:
- Стихотворения Катулла / Пер. А. Фета. М., 1886. XXXII, 140 стр.
- Гай Валерий Катулл Веронский. Книга стихотворений / Изд. подг. С. Шервинский, М. Гаспаров; отв. ред. М. Гаспаров. — М. : Наука, 1986. — 304 с. — (Литературные памятники).
- Книга Катулла Веронского / Предисл. В. А. Сосноры, переводы А. Пиотровского, С. Шервинского, В. Сосноры, В. Черниговского, А. Парина, С. Ошерова, В. Орла, Я. Голосовкера, С. Апта. — М.: Книга, 1991. — 286 с.
- Гай Валерий Катулл. Стихотворения / Пер. М. Амелина. — М.: Текст, 2010. — (Билингва).

Русские переводы избранных стихов:
- Катулл, Кай Валерий. Книга лирики / Пер., ст. и прим. А. И. Пиотровского. Л.: Academia, 1929. 108 стр. 2100 экз.
- Катулл. Лирика / Сост., вступ. ст. и прим. М. Чернявского. М.: Гослитиздат, 1957. 146 стр. 25000 экз.
- Валерий Катулл. Альбий Тибулл. Секст Проперций / Под ред. Ф. Петровского. М.: ГИХЛ. 1963. (Серия «Библиотека античной литературы»). (стихи Катулла на с. 17-156).
- Гай Валерий Катулл. Новые переводы / Пер. А. Волохонского. Иерусалим: Малер, 1982.
- Гай Валерий Катулл. Избранная лирика / Пер. М. Амелина. СПб.: Алетейя, 1997. XVI+304 стр. (Серия «Античная библиотека». Раздел «Античная литература»).
- Катулл. 33 стихотворения / Пер. Р. Торпусман. Иерусалим: Филобиблон. 2001; 2010.